# Turneria collina
Turneria collina é uma espécie de formiga do gênero Turneria.